# SN 2005A
SN 2005A – supernowa typu Ia odkryta 5 stycznia 2005 roku w galaktyce NGC 958. W momencie odkrycia miała maksymalną jasność 17,10m.